# Diplodus cervinus
Diplodus cervinus  é uma espécie de peixe da família Sparidae, descrita por Lowe em 1838. É conhecido pelos nomes comuns sargo-veado e sarrajão.